# Almanaque Premiére Marvel
O Almanaque Premiére Marvel foi uma publicação bimestral da Rio Gráfica Editora (RGE) que teve início em fevereiro/março de 1982. A sua existência foi muito curta, cerca de sete edições. Era composta de 100 páginas incluindo a capa e a contracapa. 
Essa revista costumava publicar histórias da Marvel Premiére (de onde tirou o nome) e de outras revistas da Marvel Comics.
A revista publicou as histórias de estréia de novos personagens ao Universo Marvel. Assim, apareceram a Mulher-Hulk, Rom e Lunar, o Cavaleiro de Prata (que veio a ser conhecido posteriormente como Cavaleiro da Lua), dentre outros. Surgiram também personagens, grupos e sagas inteiras que deixariam de ter suas histórias editadas no Brasil, como Deus da Mata (Woodgod), Monarca das Estrelas (Starstalker Monark), A Marca de Kane, Caçador 3000 (Seeker 3000) e Mundo Estranho (Weirdworld), por exemplo.
A Editora não possuia a licença de todos os personagens da Marvel, parte desses personagens estavam sendo publicados pela Editora Abril.